# 헨리 K. 비처
헨리 K. 비처(Henry K. Beecher)는 미국의 마취과 의사이다.

## 같이 보기
- 플라시보 효과
- 헤이스팅스 센터